# 陳大定
陳大定（越南语：／，？—1732年），明鄉人，越南阮主將領。
陳大定是陳上川之子，蔭襲當官，升遷至統兵。1731年夏，寮國人Prea Sot（詫卒）率領柬埔寨軍隊攻打嘉定。陳大定率龍門兵抵抗，在芙園擊敗了柬埔寨軍隊。柬埔寨軍隊退往虬澳。陳大定又與調遣張福永、監軍阮久霑分兵三道並進，大破之。越南軍隊進入柬埔寨南部，柬埔寨王薩達二世（匿螉他）畏懼，逃入山中。翌年，柬埔寨攻打邊良（求南），陳大定與張福永率兵前去平定。隨後，陳大定進兵至洛韋（爐越），殺傷柬軍甚多。
之前對柬埔寨的戰爭尚未獲勝，張福永受到阮福澍的斥責。張福永接受薩達二世的賄賂後率軍撤退，受到斥責後，便歸罪於陳大定，稱他延誤軍機。陳大定凱旋之後得知此事，想要面白其冤，便駕船駛往筆山（屬廣義省）。其從弟認為張福永是阮主的世臣，不可以和他爭曲直，勸他離開，大定不從。船入沱㶞海口，陳大定上表陳情，被拘禁在廣南，下獄論罪。阮久霑為其辯護，阮福澍方才知道陳大定被人陷害，但陳大定已病死獄中。阮福澍甚為惋惜，追贈都督同知，諡襄敏。
其子陳大力，官至該隊。